# Шарль-Амабль Ленуар
Шарль-Амабль Ленуар (фр. Charles Amable Lenoir, 22 жовтня 1860 — 1 серпня 1926) — французький художник, малював реалістичні портрети та академічні картини на біблійні та міфологічні теми. Його учителем та наставником був Адольф Вільям Бугро. За свою творчість двічі отримав престижну Римську премію та удостоєний ордену Почесного легіону.

## Життєпис

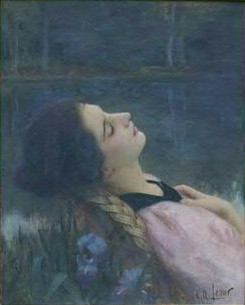
Спокій

Ленуар народився в невеликому містечку Шатлайон-Плаж недалеко від міста Ла-Рошель на заході Франції. Його мати була швачкою, батько працював митником. Згодом його батько був перепризначений, і сім'я переїхала у Фура. Навчався у коледжі в Ла-Рошелі на педагога. Після закінчення працював учителем і керівником в ліцеї у Рошфорі.
У 1883 році поступив до Паризької школи вишуканих мистецтв. Також навчався в Академії Жуліана, де він був учнем Бугро і Тоні Робер-Флорі. Ленуар дебютував у Паризькому салоні у 1887 році і продовжував виставлятися там до своєї смерті. Його швидко помітили в художньому світі. У 1889 році отримав Другу Римську премію за картину «Ісус і паралізований», а  в наступному році виграв Першу Римську премію за картину «Зречення Святого Петра». 
Ленуар також виграв призи Паризького салону: медаль третього класу у 1892 році для «Le Grenier a Vingt Ans» і медаль другого класу в 1896 році за картину «Смерть Сафо». У 1900 році отримав бронзову медаль на всесвітній виставці в Парижі за картину «Спокій», моделлю до якої була його дружина Ежені Лучезі (Eugénie Lucchesi).
За свої заслуги Ленуар удостоєний звання кавалера ордену Почесного легіону у 1903 році. Він отримав будинок у Фурі, куди приїжджав щоліта. Шарль-Амабль Ленуар помер у Парижі 1 серпня 1926 року і похований 4 серпня того ж року у Фурі.

## Галерея робіт

Картини Ленуара
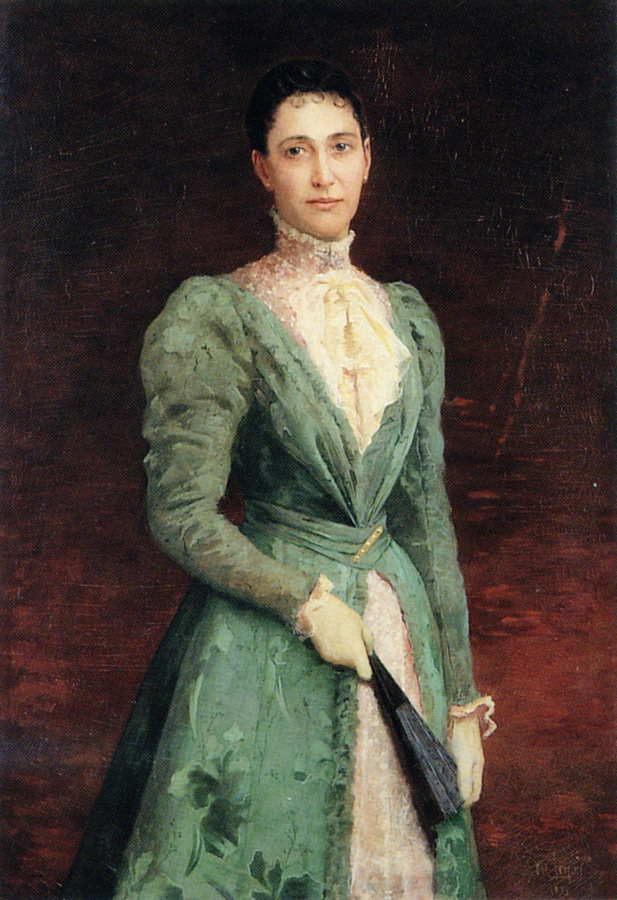
Портрет Елізабет Гарденер Бугро
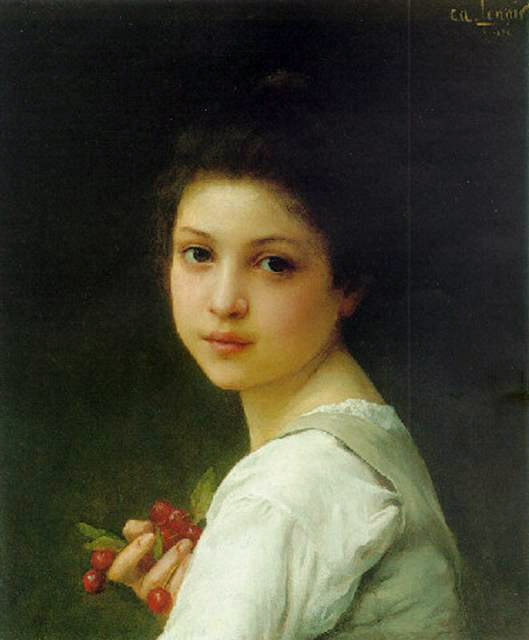
Портрет дівчини з вишнею
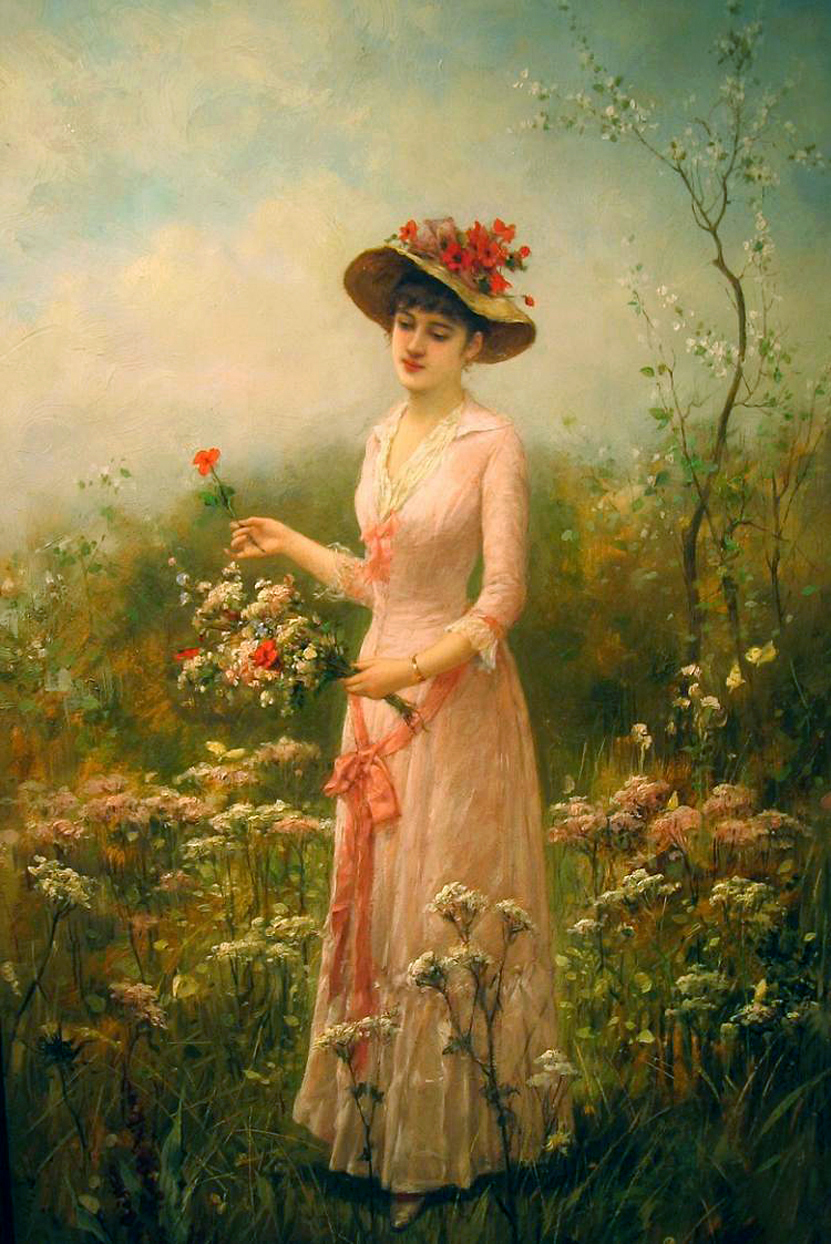
Вишукана леді
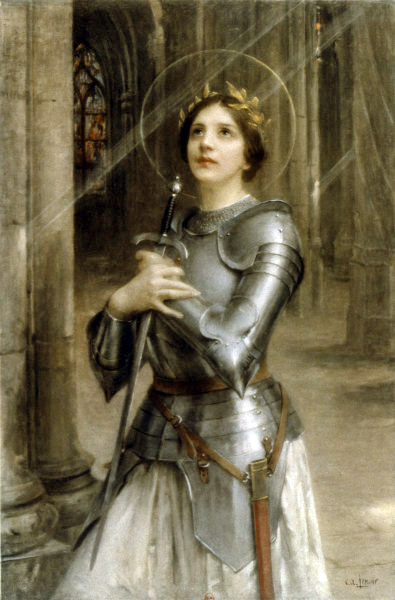
Жанна Дарк
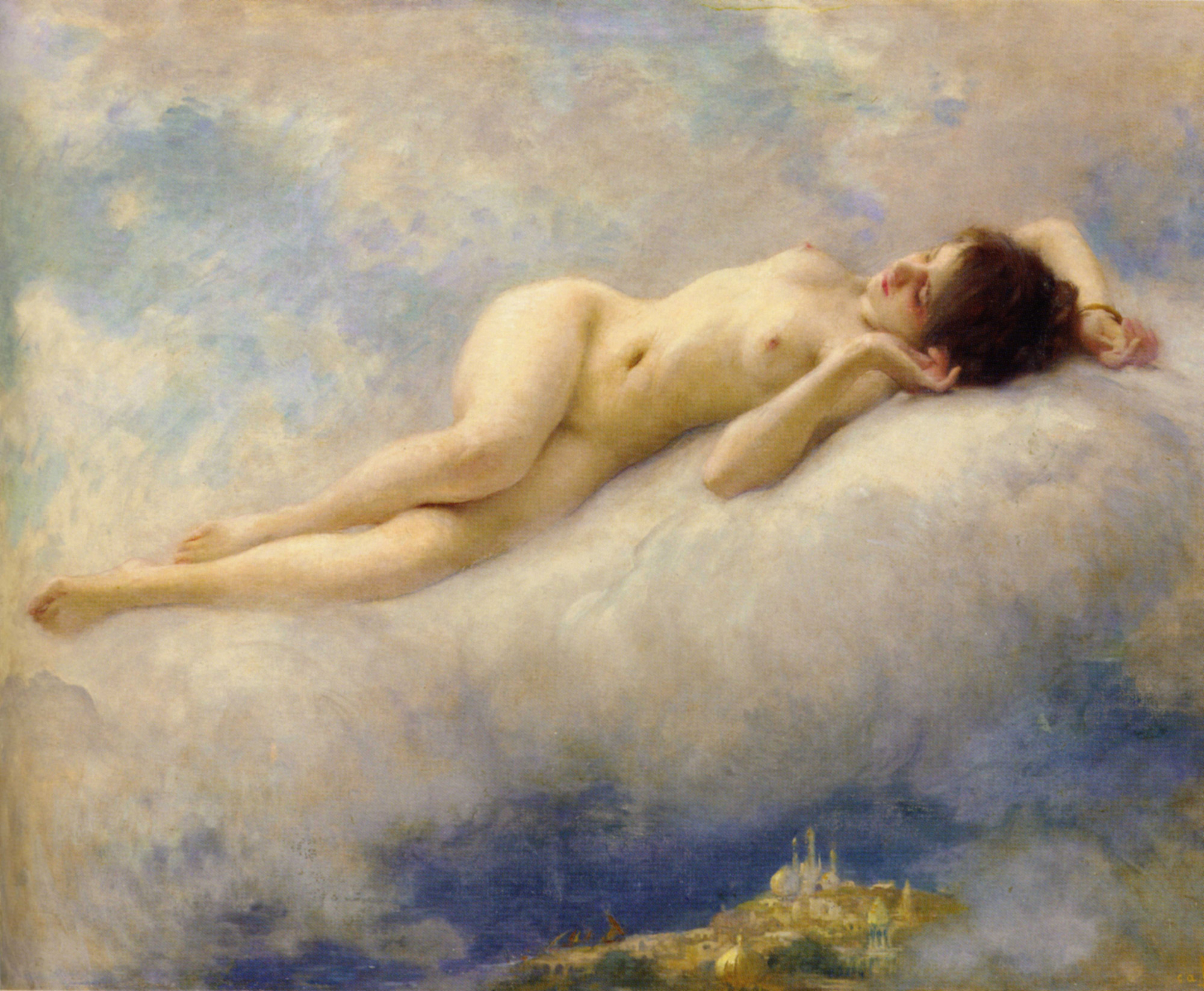
Східний сон
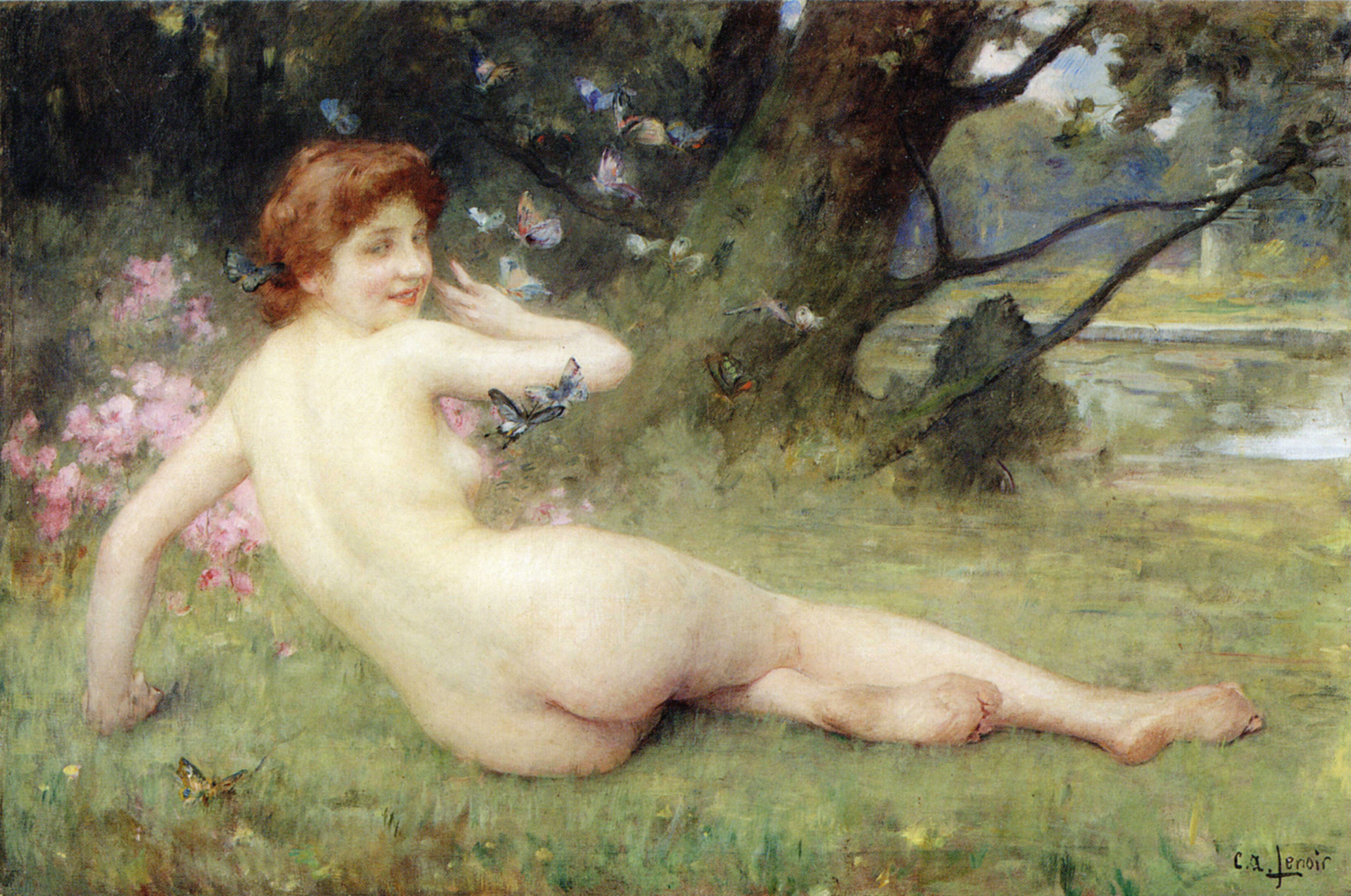
Весна
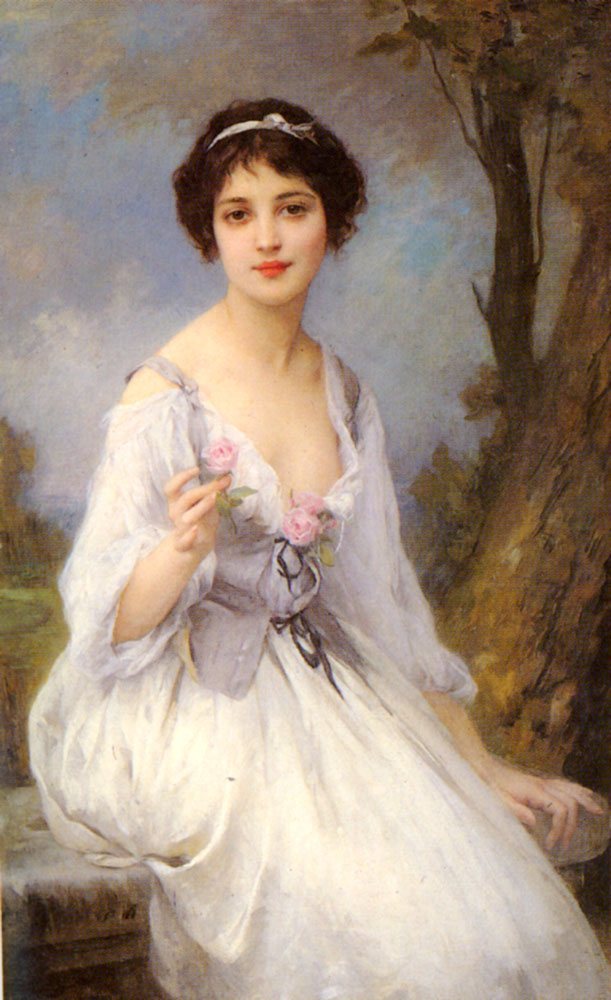
Рожева троянда
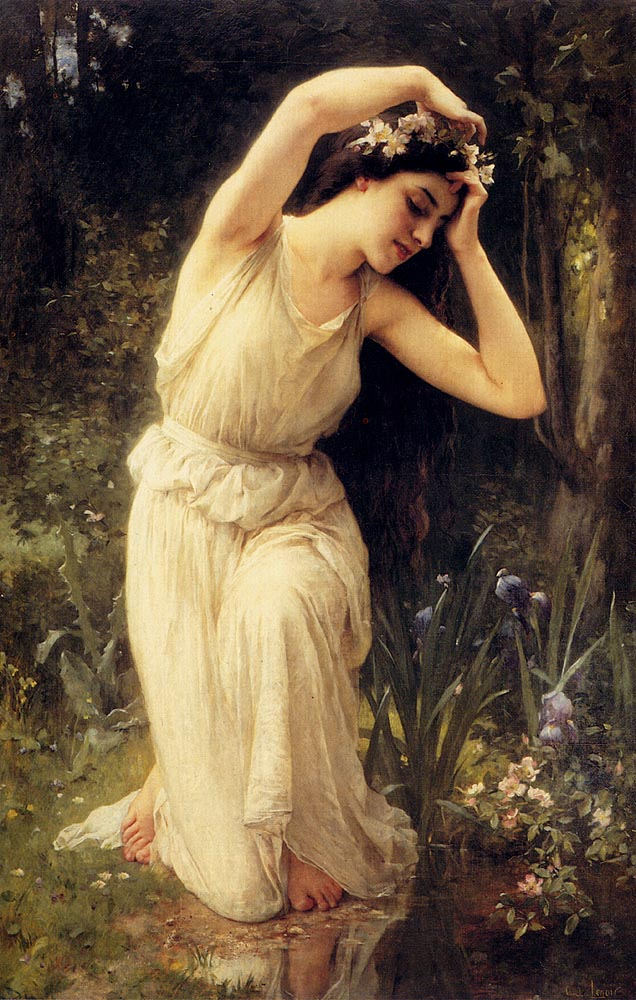
Німфа у лісі
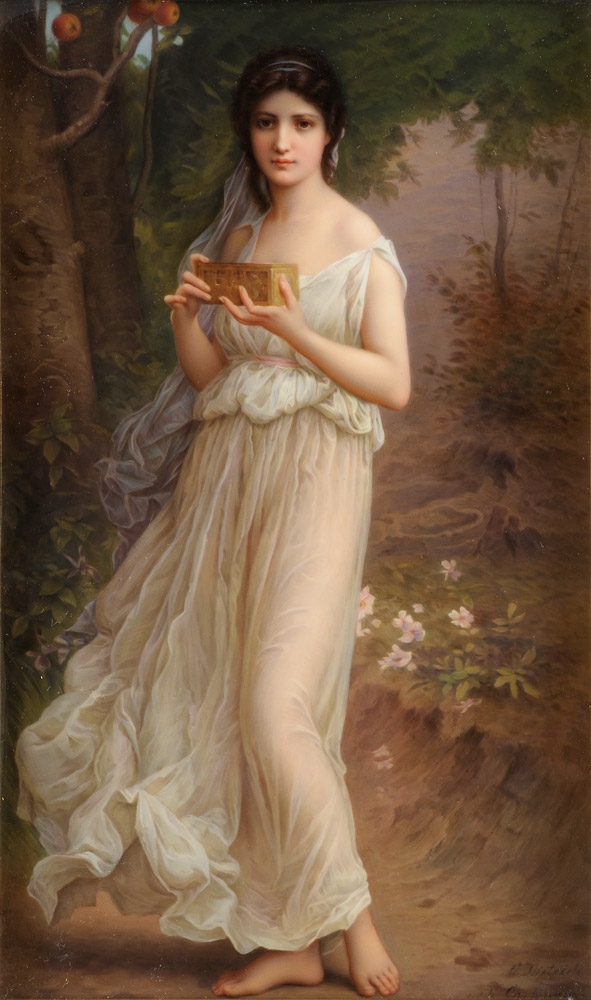
Пандора